# Jordi Trias i Feliu
Jordi Trias i Feliu (Girona, Gironès, 5 de novembre de 1980), és un jugador de bàsquet català.

## Biografia
El seu cos lleuger el converteix en un home molt àgil per la seva alçada i el fa jugar a la posició d'aler pivot. Té a més un molt bon tir exterior, que li permet combinar posicions a prop i lluny de l'anella. Es va formar a les categories inferiors del Club Bàsquet Girona, club amb el qual va debutar a nivell professional. Va fitxar pel Futbol Club Barcelona a començaments de la temporada 2004-2005. A mitjan temporada, no obstant això, va ser cedit de nou al seu exclub, el Casademont Girona, per a poder jugar més minuts. A començaments de la temporada 2005-2006 es va guanyar una plaça en el primer equip del FC Barcelona gràcies a la confiança que hi va dipositar el nou entrenador Dusko Ivanovic.
Ha estat internacional amb la selecció espanyola B. Fou seleccionat per Pepu Hernández en la pre-selecció per a l'equip que representaria Espanya al Mundial del Japó de 2006, (guanyat finalment per Espanya), però va ser descartat abans de començar els amistosos de preparació.
La temporada 2006/07 va guanyar el títol de Copa del Rei, en una final disputada a Màlaga contra el Reial Madrid, en què Trias jugà un gran partit, i acabà essent triat l'MVP del torneig.
El dia 25 d'agost de 2010, després de desvincular-se del F.C. Barcelona, Trias signa un contracte de 4 anys amb la Penya.
El juny de 2015 es va desvincular del Bàsquet Club Andorra després de dues temporades, fitxant pel València Basket Club. En 2016, però, torna a vincular-se amb el Barça, passant a jugar al filial. La temporada 2017-18 ajuda el Manresa a pujar novament a l'ACB. Aquell estiu, un cop confirmat que no seguiria jugant a l'equip del Bages, va rebre la trucada de Marc Gasol i va començar a entrenar-se amb el Bàsquet Girona, de LEB Plata, amb qui va acabar fitxant en e mes de novembre. Al final de la temporada és nomenat MVP de la LEB Plata.
L'octubre del 2019, després de 20 anys com a professional, anuncia la seva retirada del bàsquet.

## Trajectòria esportiva
- Club Bàsquet Girona: categories inferiors
- Club Bàsquet Adepaf: 1998-2001 (juga partits puntuals amb el CB Girona)
- Etosa Murcia: 2001-2002 (cedit)
- Casademont Girona: 2002-2004
- FC Barcelona: 2004
- Casademont Girona: 2005 (cedit)
- FC Barcelona: 2005-2010
- Joventut de Badalona: 2010-2013
- Bàsquet Club Andorra: 2013-2015
- València Bàsquet: 2015-2016
- FC Barcelona B: 2016-2017
- Bàsquet Manresa: 2017-2018
- Bàsquet Girona: 2018-2019

## Palmarès
- 2 Supercopes d'Espanya: 2004-05, 2009-10
- 2 Copes del Rei: 2006-07 (MVP de la competició),[1] 2009-10
- 2 Lligues catalanes: 2004-2005, 2009-10
- 1 Lliga ACB: 2008-2009
- 1 Eurolliga: 2009-10
- 1 Lliga LEB Oro: 2013-14 (MVP de la competició)
- 1 MVP Lliga LEB Plata: 2018-19
- 1 Copa Príncep d'Astúries de basquetbol: 2014 (MVP de la competició)